# 烟阁乡
烟阁乡，是中华人民共和国江西省吉安市永新县下辖的一个乡镇级行政单位。

## 行政区划
烟阁乡下辖以下地区：
烟阁村、横路村、山背村、厚湖村、水尾村、长富村和大山桥村。